# Aphyosemion christyi
Aphyosemion christyi es una especie de pez de la familia de los aplocheílidos en el orden de los ciprinodontiformes.

## Morfología
Los machos pueden alcanzar los 6 cm de longitud total.

## Distribución geográfica
Se encuentran en África: República Centroafricana, República del Congo y República Democrática del Congo.